# Бадж Патті
Бадж Патті (англ. Budge Patty; 11 лютого 1924 — 3 жовтня 2021) — колишній американський тенісист.
Найвищу одиночну позицію світового рейтингу — 1 місце досяг 1950 року (за даними Джона Олліффа).
Здобув 73 одиночні титули.
Перемагав на турнірах Великого шолома в одиночному, парному та змішаному парному розрядах.
Завершив кар'єру 1960 року.

## Фінали турнірів Великого шлему
Джерело: 

### Одиночний розряд (2–1)
| Результат | Рік  | Турнір               | Покриття | Суперник                   | Рахунок                 |
| --------- | ---- | -------------------- | -------- | -------------------------- | ----------------------- |
| Поразка   | 1949 | Чемпіонат Франції    | Ґрунт    | Френк Паркер               | 3–6, 6–1, 1–6, 4–6      |
| Перемога  | 1950 | Чемпіонат Франції    | Ґрунт    | Ярослав Дробний (тенісист) | 6–1, 6–2, 2–6, 5–7, 7–5 |
| Перемога  | 1950 | Вімблдонський турнір | Трава    | Френк Седжмен              | 6–1, 8–10, 6–2, 6–3     |

### Парний розряд (1–1)
| Результат | Рік  | Турнір               | Покриття | Партнер        | Суперники              | Рахунок             |
| --------- | ---- | -------------------- | -------- | -------------- | ---------------------- | ------------------- |
| Перемога  | 1957 | Вімблдонський турнір | Трава    | Гарднар Маллой | Ніл Фрейзер Лью Гоуд   | 8–10, 6–4, 6–4, 6–4 |
| Поразка   | 1957 | Чемпіонат США        | Трава    | Гарднар Маллой | Ешлі Купер Ніл Фрейзер | 6–4, 3–6, 7–9, 3–6  |

### Мікст (1 перемога)
| Результат | Рік  | Турнір            | Покриття | Партнер    | Суперники                        | Рахунок  |
| --------- | ---- | ----------------- | -------- | ---------- | -------------------------------- | -------- |
| Перемога  | 1946 | Чемпіонат Франції | Ґрунт    | Полін Бетц | Дороті Чені Том Браун (тенісист) | 7–5, 9–7 |

## Часовий графік результатів
Джерело:
| W | Ф | ПФ | ЧФ | #Р | КТ | К# | DNQ | A | NH |

| Турніри Великого шолома                |    |  |    |    |    |    |    |    |    |    |    |    |    |    |    |    |    |
| Відкритий чемпіонат Австралії з тенісу |    |  |    |    |    |    |    |    |    |    |    |    |    |    |    |    |    |
| Відкритий чемпіонат Франції з тенісу   |    |  | ЧФ | 4р | ПФ | Ф  | П  | 4р | ЧФ | 4р | ПФ | ЧФ | 4р | 4р | 4р | 3р | 2р |
| Вімблдонський турнір                   |    |  | 4р | ПФ | ЧФ | 3р | П  | 2р | 4р | 3р | ПФ | ПФ | 2р | 4р | 4р | 1р | 1р |
| Відкритий чемпіонат США з тенісу       | 2р |  | 4р |    | 3р |    | 1р | ЧФ |    | ЧФ |    |    |    | ЧФ | 1р |    |    |